# Gerard Veerman
Gerrit (Gerard) Veerman (Amsterdam, 31 oktober 1852 – Utrecht, 2 januari 1937) was een Nederlands violist.
Hij was zoon van kleermaker Coenraad Gerrit Veerman en Naatje (Lion) Korper. Hijzelf was getrouwd met pianiste Lucretia Maria Bekker.
Zijn opleiding begon al in Amsterdam, maar werd onder leiding van Carl Bayer en Jan Hřímalý voortgezet en afgesloten bij Emanuel Wirth.
Al op veertienjarige leeftijd gaf hij concerten in en om Amsterdam. In 1872 werd hij benoemd tot concertmeester van het Stedelijk Orkest Utrecht van Cornelis Coenen. Hij werd dat ook bij Collegium Musicum Ultrajectinum. Hij werd in 1877 leraar viool aan het muziekschool van de Maatschappij tot Bevordering der Toonkunst in Utrecht. Bekende leerlingen van hem waren Hendrik Rijnbergen, Bernard Wagenaar (die ook een sonate aan hem opdroeg), Louis van Laar en Henk Spruit. Hij gaf er tevens naam aan een strijkkwartet voor kamermuziek (Veerman, Rijnbergen, Carl Klemann en Eduard Ferree).